# Hostýn
Hostýn (736 m), někdy též Svatý Hostýn, je kopec v Hostýnských vrších, na kterém se nachází významné mariánské poutní místo, které bylo v roce 2018 prohlášeno národní kulturní památkou České republiky. Komplex zahrnuje baziliku Nanebevzetí Panny Marie, Vodní kapli se zázračným pramenem, křížovou cestu Dušana Jurkoviče s mozaikami Jano Köhlera, ubytovny pro poutníky, větrnou elektrárnu a vyhlídkovou věž. Podle archeologických nálezů se zde nacházelo rozlehlé pravěké hradiště.

## Poloha
Hostýn je jedním z hlavních vrcholů Rusavské hornatiny, severozápadní části pohoří Hostýnské vrchy. Výrazně vyčnívá z jejího severního okraje asi 3 km jihovýchodně od města Bystřice pod Hostýnem, nad jejímž relativně rovinatým okolím má převýšení přibližně 350 m. Plochý pískovcový vrch je převážně pokryt smrkovým lesem, část západního svahu je chráněna jako přírodní památka Stráň. Má dva vrcholy, oba se nacházejí na katastru obce Chvalčov.
Na nižším z vrcholů, v nadmořské výšce 718 m, stojí barokní poutní chrám Nanebevzetí Panny Marie. Původní stavba z let 1721–1748 byla obnovena po požáru roku 1769 a rekonstruována v letech 1841–1845. V roce 1887 zde byl dobudován jezuitský klášter. I dnes je poutní místo spravováno jezuity.
Pod vrcholem se nachází pramen, podle tradice zázračně uzdravující. U něj stojí kaple z roku 1700.

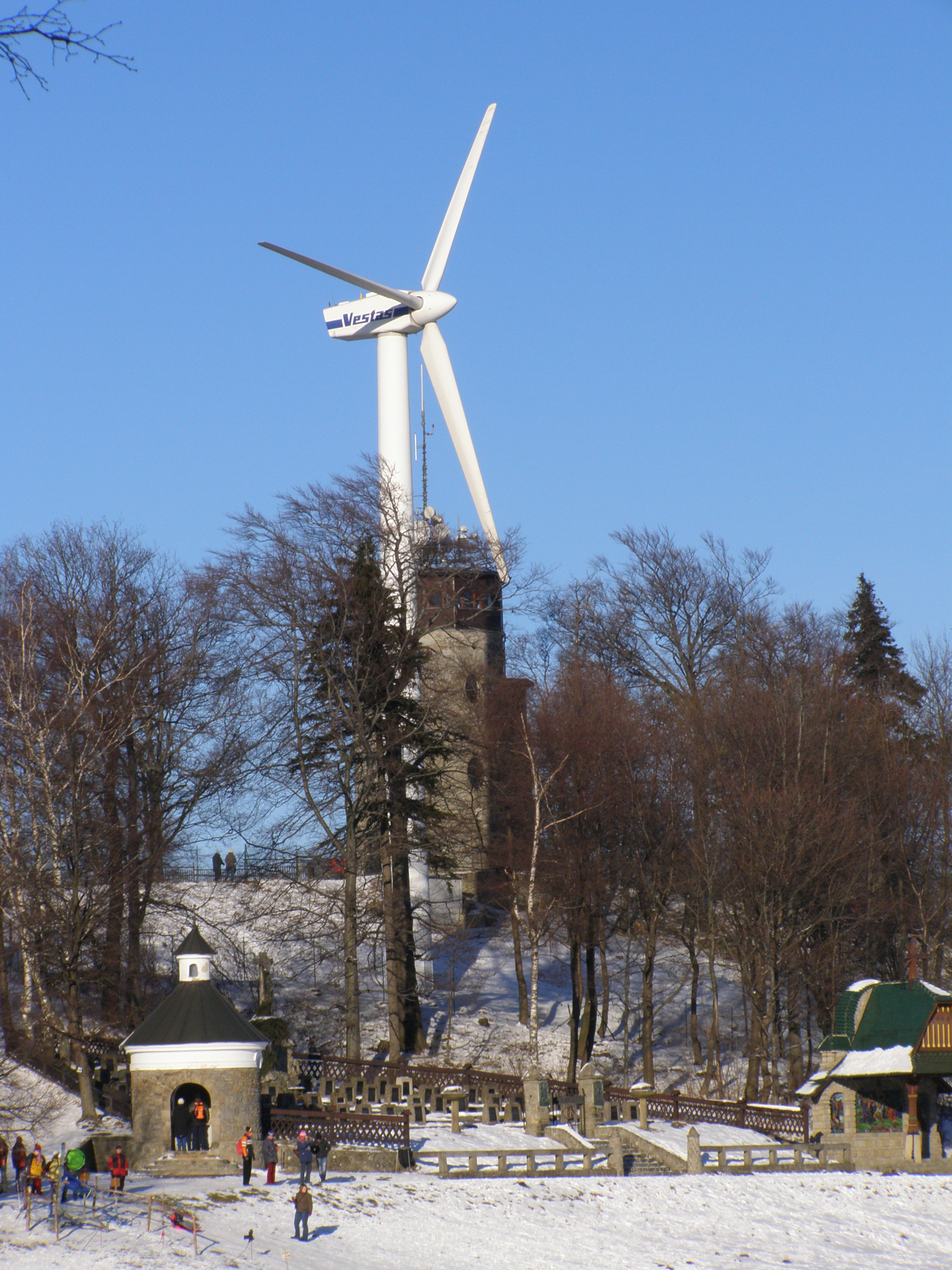
Větrná elektrárna, rozhledna a kaplička na vrcholu

Na vyšším vrcholu ve výšce 736 m je kamenná rozhledna s kaplí sv. Kříže postavená roku 1898 olomouckým stavitelem Václavem Wittnerem. V dubnu 1994 u ní byla zřízena větrná elektrárna. Vrtule je vysoká 32 m a rozpětí vrtule je 27 m.
Na spojnici mezi oběma vrcholy se nachází hřbitůvek jezuitských mnichů, pomník skautů, kteří zahynuli ve vězení za dob totality, a pomník dlouholetého skautského vůdce a ředitele holešovského gymnázia Rudolfa Plajnera. Jižní úbočí dvojvrší, od chrámu ke hřbitůvku, obepíná křížová cesta od Dušana Jurkoviče.

## Pravěké hradisko
Podle archeologických nálezů se na Hostýně nacházelo rozlehlé pravěké hradiště.
Tato významná pravěká lokalita nad prostorem Hornomoravského úvalu, kdy díky své poloze hrála rozhodující roli na severojižní spojnici mezi Moravou a Slezskem, v širším měřítku mezi Baltem a Adrií, tedy na trase označované jako Jantarová stezka. Hradisko „Hostýn“ se nachází asi 1,5 km jihozápadně od středu obce. Má půdorys ve tvaru nepravidelného trojúhelníku o rozloze 19,8 ha se dvěma vrcholy – na severu ostrý hřeben s nejvyšším vrcholem 736 m n. m. a dalekým rozhledem a na jihu protáhlá plošina akropole s nejvyšším bodem 718 m n. m. Mezi nimiž se prostírá sedlo zvané amfiteátr. Hradisko je po obvodu opevněno valem vysokým většinou kolem 4 metrů, v jihozápadní části však dosahuje výšky až 8 metrů; před ním se nachází příkop. V jihozápadní části je toto opevnění přerušeno původním hlavním vchodem, tzv. Slavkovskou branou, u druhého přerušení (tzv. Železná brána) na severovýchodním obvodě není jisté, zda s hradiskem souvisí – s největší pravděpodobností jde o novověký průraz.

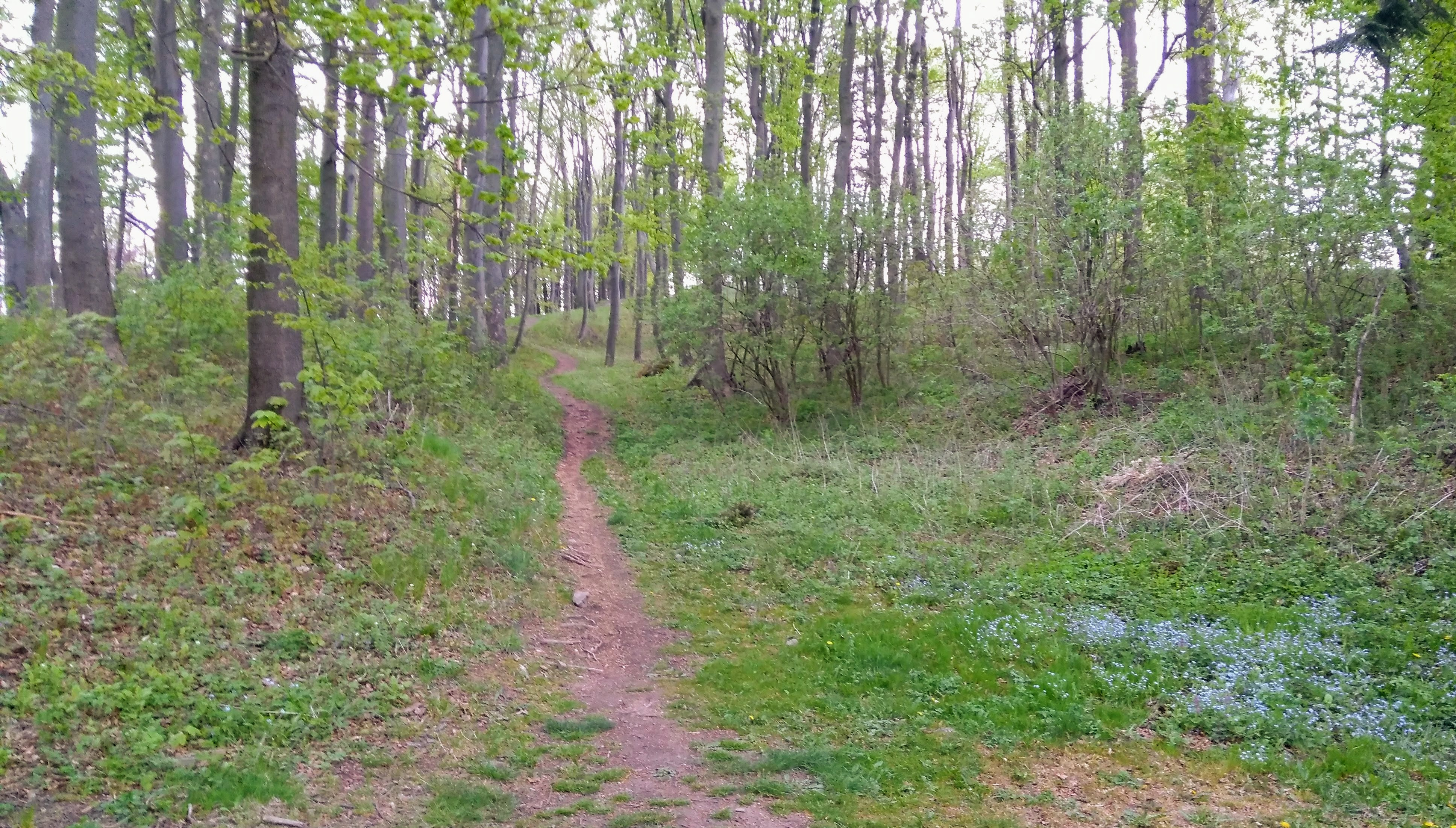
Valy se zbytky příkopu na západní straně vrcholu

Dominanta viditelná nejen z širokého okolí, ale i ze značných vzdáleností (např. z 80 km vzdáleného keltského oppida na Starém Hradisku), lákala k osídlení již ve starších obdobích pravěku – základ opevnění vybudoval již v době popelnicových polí lid kultury lužické zhruba kolem roku 1200 př. n. l., přestavba opevnění pochází z následujícího období pozdní doby bronzové, kdy bylo hradisko obydleno lidem kultury slezské (kolem roku 1000 př. n. l.). Třetí předkeltská fáze z doby kolem roku 600 př. n. l. náleží kultuře platěnické, tedy již starší době železné. Podle poznatků z archeologických výzkumů toto opevnění vzalo za své požárem; můžeme se jen dohadovat, nebyla-li zde spojitost s pohybem Skythů v blízkém okolí – nasvědčovat by tomu mohl nález trojbřité skythské šipky.
Keltové zřejmě využili pro vybudování svého opevnění starých valů; zajímavé je, že tzv. klešťovitá brána, považovaná za typicky keltský prvek opevnění, byla zde vybudována již při stavbě nejstarší hradby. Keltské osídlení Hostýna nebylo na rozdíl od předchozích období a na rozdíl od jiných současných lokalit příliš intenzivní. Hostýn byl nepochybně důležitý především jako strategický bod, střežící trasu dálkového obchodu procházejícího Moravskou branou.
Pro úplnost je pak nutno uvést i sporadické nálezy ze střední a mladší doby hradištní, tedy již z období slovanského osídlení našich zemí.
Již roku 1672 je zaznamenána zpráva, v níž se hovoří „o starých valech na hoře“. V odborné literatuře je lokalita známa od konce 19. století (první popis s plánkem publikoval v roce 1875 Beda Dudík na základě popisu a měření svého bratra, amatérského archeologa Eduarda Dudíka). Celková délka valů zaměřená bratry Dudíkovvými byla 2 200 kroků. Měřením v roce 1929 pak byla upřesněna na 1 857 metrů.
Získané předválečné poznatky shromáždil roku 1940 Josef Skutil, katalog všech starších dochovaných nálezů předložil roku 1984 Karel Ludikovský. Ten prováděl na lokalitě výzkumné práce v letech 1971–1978, v letech 1988–1990 provedli záchranný výzkum vyvolaný stavbou vodovodu Jana Čižmářová a Miroslav Šmíd. V roce 1997 Miroslav Bálek zachytil v rýze pro plynovod kulturní vrstvu a v roce 1999 při záchranném výzkumu na ploše budoucího parkoviště Andrea Matějíčková prozkoumala zahloubenou chatu s úplným (tj. ležák i běhoun) kamenným žernovem.

## Hostýnská legenda a poutní místo

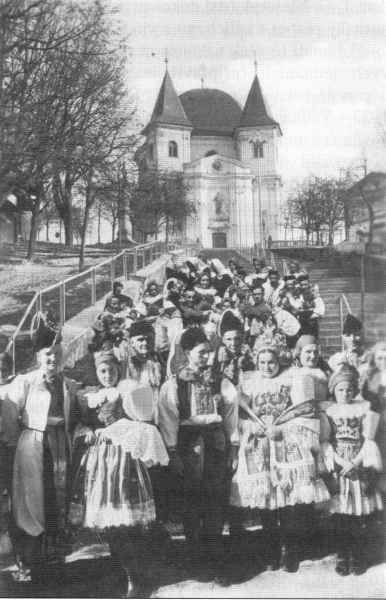
Svatý Hostýn 1930

Pravděpodobně již v pozdním středověku byla na vrcholu postavena kaple Panny Marie, zřejmě od havířů, které sem povolal pan Burian Žabka z Limberka v roce 1544; vydržela stát do roku 1658. Existence pramene nedaleko vrcholu a zejména pozůstatky mohutných pravěkých valů pak nevyhnutelně vedly ke vzniku řady pověstí.

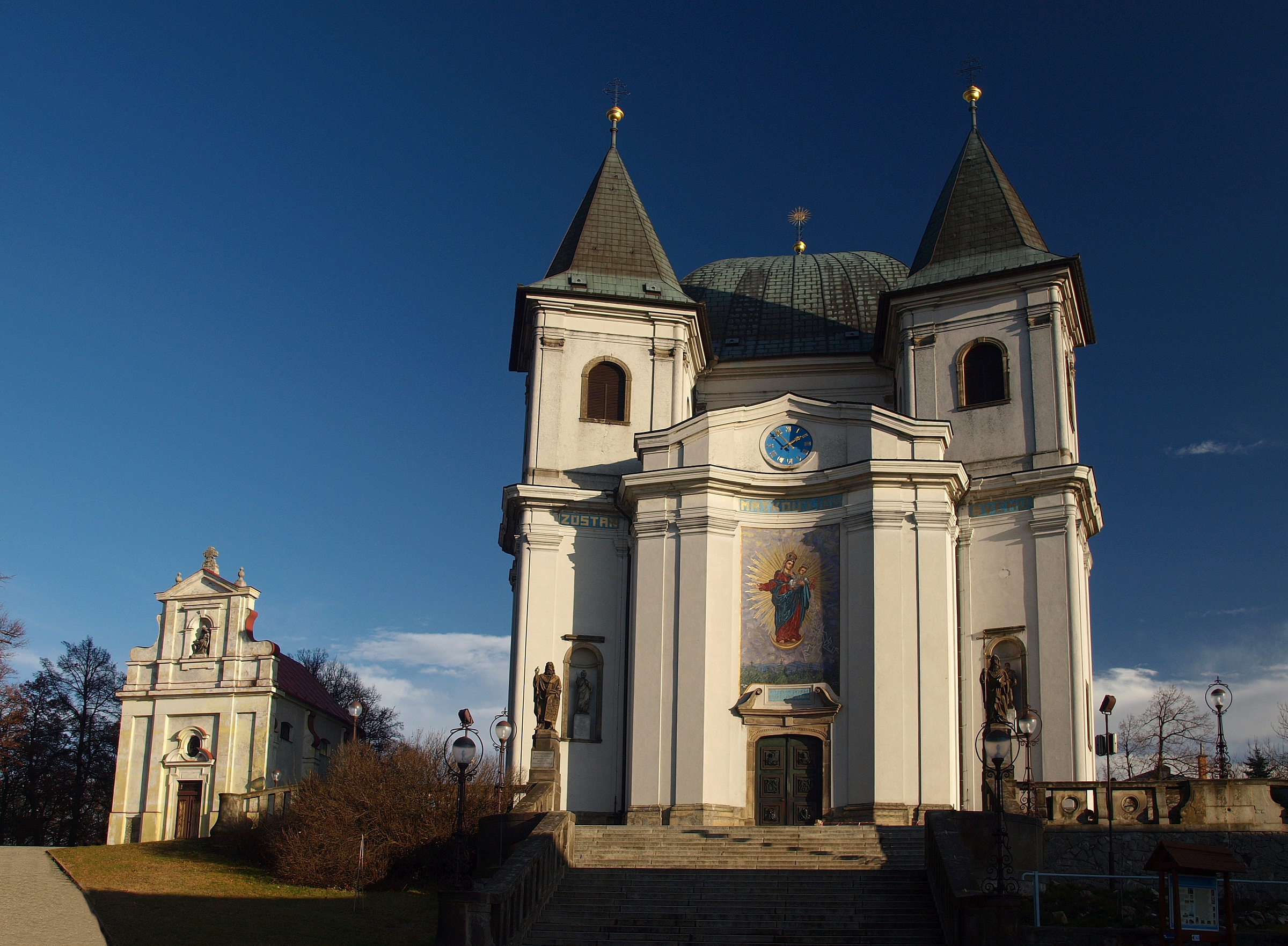
Bazilika Nanebevzetí Panny Marie na Hostýně

Pověst se sice může opírat o Dalimilovu kroniku, spolehlivě však byla poprvé zapsána až v roce 1665 v díle jezuity Bohuslava Balbína Diva Montis Sancti. Podle ní se zde ve 13. století (1241) ukrývali lidé při velkém nájezdu Tatarů. Trpěli však nedostatkem vody, proto se modlili k Matce Boží; na její přímluvu zde vytryskl pramen a mohutná bouře donutila Tatary k ústupu. Archeologické nálezy však neposkytují sebemenší doklad podobné události. Tato pověst vznikla patrně pod vlivem nového tureckého ohrožení Evropy, i když mnozí badatelé nevylučují ani antický původ zázračného motivu (zázračná záchrana na kopci obklíčené legie Marka Aurelia, kterou popisují římští historikové Cassius Dio a Pavel Orosius).
V roce 1567 je poprvé zmiňován Hostýn jako poutní místo, tehdejší poutě však ještě nemusely s uvedenou legendou souviset. Lidé hledali na Hostýně ochranu také v letech 1662–1664, kdy na Moravu vtrhlo turecké vojsko a Hostýn byl změněn na vojenskou pevnost.
Stará ikonografie zobrazuje Pannu Marii Hostýnskou jako Marii Ochranitelku – v rozhrnutém plášti, pod nímž se ukrývá množství věřících. První sošku z lipového dřeva, kterou lidé chovali ve velké úctě, nechal zničit spolu s kaplí luteránský majitel panství Václav Bítovský z Bítova počátkem 17. století. Nový majitel panství Václav z Lobkovic v roce 1628 nechal zpustošený kostelík opravit a jeho ozdobou se stal nový obraz. Tentokrát se jednalo o Pannu Marii vítěznou stojící na půlměsíci. Od té doby se začala rozvíjet poutní tradice Hostýna. Začátkem roku 1650 Lobkovicové prodali panství hraběcí rodině Rottalů. Roku 1655 nechala paní Marie, manželka hraběte Jana z Rottalu, obraz upravit a k původnímu námětu Panny Marie Vítězné přibyl plastický reliéf z tepaného stříbra, který znázorňuje zázračné pobití Tatarů. Dnes je tento obraz umístěn v kostele v Bystřici. Roku 1658 nechává hrabě Jan rozšířit stávající kapli a nechává přistavět dvě boční kaple; jednou z nich byla kaple svatého Jiljí, dnes sv. Jana Sarkandera. V rámci mariánského kultu, který v zájmu protireformace propagovali Rottalové i další katolické rody, které vlastnily bystřické panství v pobělohorském období, se hostýnská legenda rozšířila do obecného povědomí. Současnou podobu jí dal křižovník Jan František Beckovský, který spojil několik pověstí.

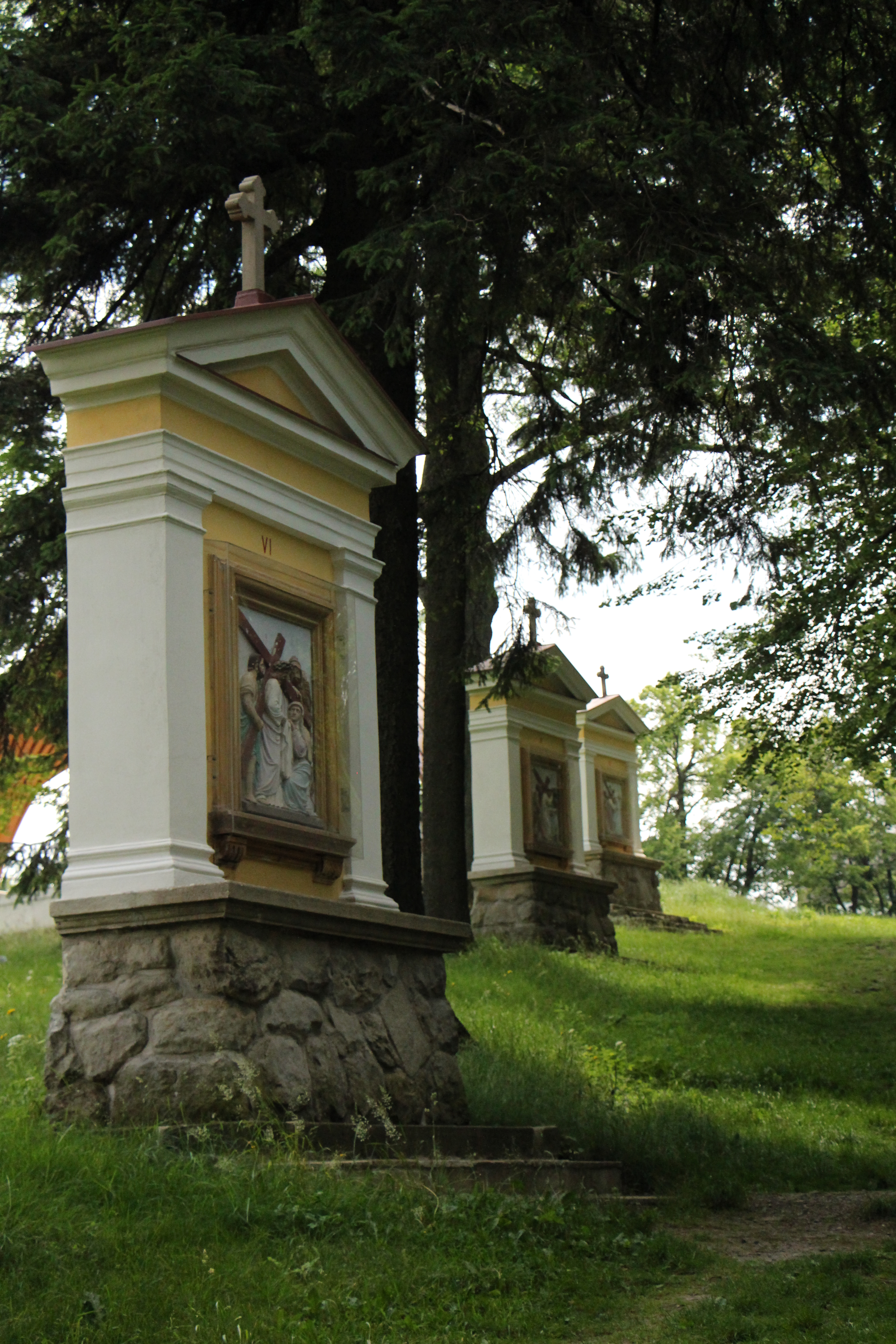
Stará křížová cesta

Rottalové pokračovali ve svém záměru postavit na Hostýně velký chrám. Roku 1721 byl položen základní kámen a stavbu dokončil v roce 1748 František Antonín z Rottalu. Dne 28. července ji vysvětil kardinál Julius Troyer. Pro potřeby poutníků byl zřízen hostinec, dále budova pro tři kněze, kostelníka a varhaníka. Celý komplex byl obehnán zdí. 24. září 1769 chrám po zásahu bleskem vyhořel, byl však během dvou let opraven. Roku 1779 bylo v rámci josefínských reforem přemístěno sídlo duchovní správy na Rusavu a v roce 1784 vydán zákaz poutí. Chrám byl odsvěcen a postupně vyklizen, včetně rozebrání střechy.
Počátkem 19. století hostýnskou legendu znovu proslavil Václav Hanka; hostýnský zázrak tvoří významnou část básně Jaroslav v Hankou „objeveném“ Rukopise královédvorském.
Tehdy také začaly pokusy o obnovu poutního chrámu; povolení přišlo až v roce 1840. V letech 1841–1845 byl chrám obnoven a 1883 zde bylo postaveno nové obydlí pro řeholníky. Roku 1895 byla založena Matice svatohostýnská (vydává zpravodaj Listy svatohostýnské), která zakoupila vrchol kopce, aby tak předešla nevhodným zásahům do okolí kostela. Nechala též postavit velkou ubytovnu a hostinec. Roku 1898 byla na vrcholu Hostýna postavena kamenná rozhledna; její základní kámen byl položen 1. září 1897, kdy vrchol navštívil císař František Josef I. Roku 1909 začala stavba kamenného schodiště, které spojuje hlavní chrám s kaplí u zázračného pramene. Schodiště má 250 stupňů a je dlouhé 242 m, cesty jej rozdělují na tři části. 
Na další rozvoj poutního areálu dohlížel spolek Matice svatohostýnská, který byl založen v roce 1895 z podnětu Antonína Cyrila Stojana. Byly vybudovány objekty pro poutníky, upravena Vodní kaple a přístupové cesty. V roce 1898 byla postavena kaple sv. Kříže, na nejvyšším místě Hostýna kamenná rozhledna a v roce 1901 křížová cesta a Cyrilometodějská kaple. V roce 1903 se rozhodlo o vybudování druhé křížové cesty severovýchodně od chrámu podle návrhu Dušana Jurkoviče, která však byla dokončena až po první světové válce. Jednou z největších akcí bylo vybudování širokého schodiště v příkrém svahu od Vodní kaple až ke kostelu v roce 1910. Na podzim roku 1912 byl na průčelí kostela instalován rozměrný mozaikový obraz Panny Marie Vítězné, dílo pražského malíře Viktora Foerstera.
Dne 15. srpna 1912 se za velké slávy konala korunovace milostné sochy Panny Marie za přítomnosti arcibiskupa A.C.Stojana. Zúčastnilo se jí přes sto tisíc lidí. Dvě zlaté korunky, zhotovené podle návrhu architekta Josefa Fanty, posvětil v Římě papež Pius X. K této příležitosti Matice vybudovala objekt útulny pro poutníky (Ovčárna). V letech 1923–1924 byla na Hostýn zavedena elektřina a o rok později dokončena oprava příjezdové silnice. V roce 1928 byl postaven moderní poutní dům, kterým se zvýšila ubytovací kapacita areálu. Roku 1932 byla zbudována nová silnice na vrchol, stará tzv. Císařská cesta zůstala vyhrazena turistům.
V období protektorátu a následného komunistického režimu byla činnost církví podrobena státnímu dohledu a náboženské aktivity občanů, včetně poutí byly utlumeny. V dubna 1950 byli jezuité donuceni opustit areál Hostýna a na objekty sloužící poutníkům byla zavedena státní správa. V poutním domě byl později zřízen ústav sociální péče pro mentálně postižené děti. V roce 1951 byl z ideologických důvodů rozpuštěn spolek Matice svatohostýnské. I v těchto dobách však zůstal Hostýn živým místem, kam přicházeli věřící i běžní turisté. V roce 1982 byl kostel papežským dekretem Jana Pavla II. povýšen na Baziliku Minor.
V roce 1990 se na Hostýn vrátili jezuité a byla obnovena činnost Matice svatohostýnské. Jednotlivé budovy byly postupně vraceny církvi a po rekonstrukci mohly opět sloužit pro potřeby poutníků. Byl opraven vodovod, zavedena plynofikace areálu, na vrcholu vybudována nová větrná elektrárna, opravena rozhledna. V letech 1997–1999 byla rekonstruována Jurkovičova křížová cesta. Po roce 1998 došlo i na opravy kostela: rekonstrukce elektrického osvětlení, varhan, položení nové podlahy s vytápěním, restaurování soch sv. Cyrila a Metoděje, oprava mozaikového obrazu na průčelí.
V roce 2012 se na počest oslav korunovace 100 let od korunovace sochy Panny Marie konala řada duchovních a kulturních akcí. Vše vyvrcholilo slavnostní mší sv. 18. srpna za účasti 100 kněží, 8 biskupů a velkých zástupů věřících. Poutní areál Svatého Hostýna s křížovou cestou a kostelem Nanebevzetí Panny Marie byl v roce 2018 vládou ČR uznán jako součást nejvýznamnějšího kulturního bohatství národa a zařazen na seznam národních kulturních památek.

## Popis

### Bazilika Nanebevzetí Panny Marie
Související informace naleznete v článku Bazilika Nanebevzetí Panny Marie (Svatý Hostýn)
Nejvýznamnější objekt poutního areálu stojí na místě prastaré, mnohokrát upravované a zvětšované kaple. Bazilika byla vybudována v barokním stylu v letech 1721–1748. 

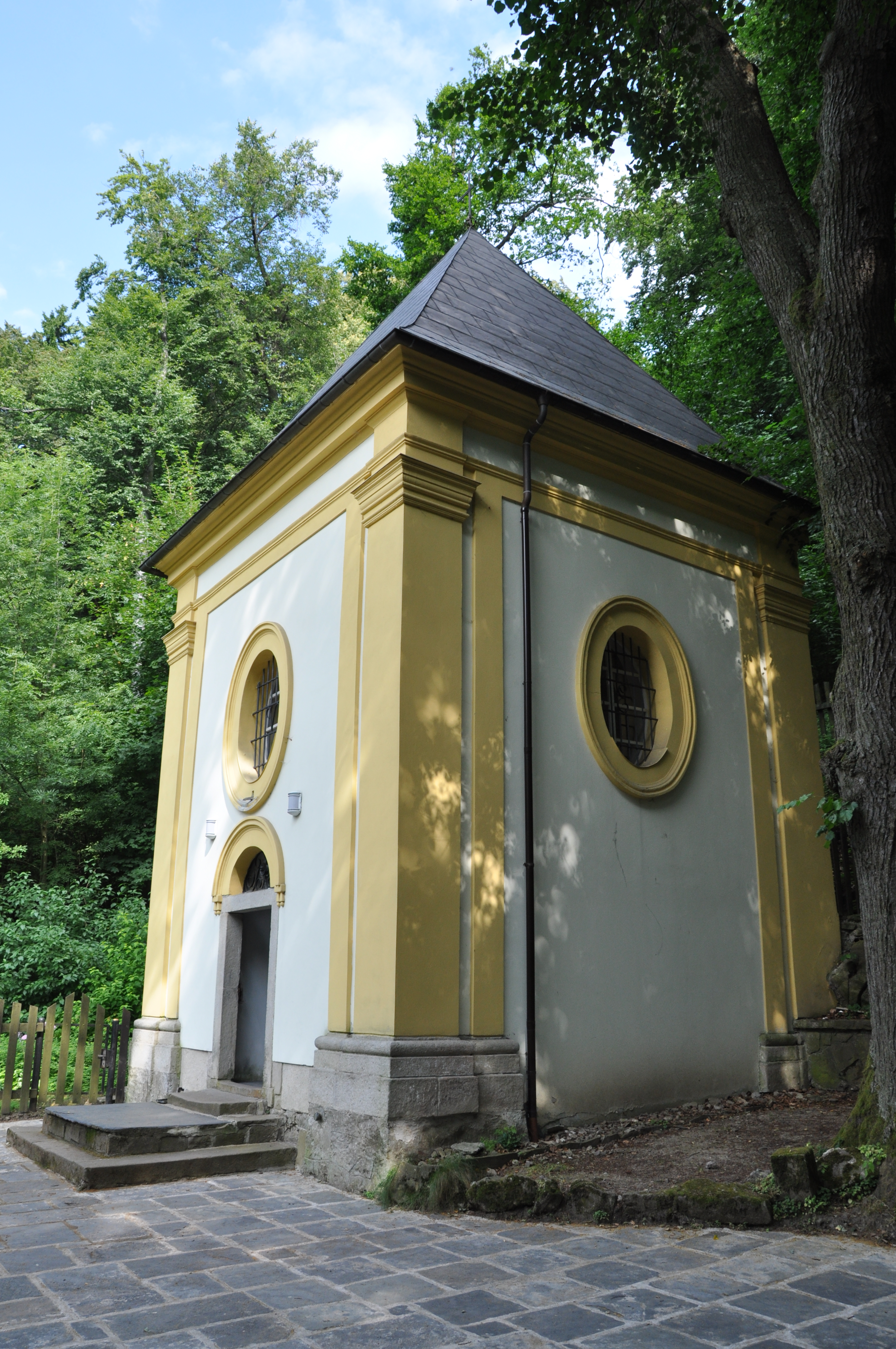
Vodní kaple na Hostýně

### Kaple
- Sarkandrova kaple (původně kaple sv. Jiljí). Volně stojící kaple v u severní strany kostela byla postavena majitelem panství Janem z Rottalu, přestavěna roku 1890. Oltářní obraz včetně nástěnných maleb přibližuje život sv. Jana Sarkandra. Při velkých poutích sloužila tato kaple jako zpovědní.[26]
- Kaple Panny Marie Lasalettské je součástí ambitu v blízkosti kostela. Uvnitř dřevěná socha světice, která byla pořízena roku 1956 za přispění zdravotních sester z kroměřížské psychiatrické léčebny v duchu smíru za hříchy lidí.[26]
- Kaple svatého Josefa s novodobým interiérem je součástí ambitu a je využívána především jako adorační kaple.
- Vodní kaple volně stojící stavba při nástupu na schodiště ke kostelu. Kolem údajně zázračného vodního pramene ji nechal postavit Jan z Rottalu v roce 1658, koncem 19. století bylo novobarokně upraveno vstupní průčelí. Pod kaplí bylo vybudováno sklepení s několika výtoky vody.[29]
- kaple sv. Kříže v přízemí rozhledny (nepřístupná veřejnosti). Posvětil ji v roce 1898 páter Jan Cibulka.

### Křížové cesty
- Roku 1900 byla postavena takzvaná Stará křížová cesta ve směru od Sarkanderovy kaple k rozhledně. První tři zastavení tvoří jednoduché kaple, následuje osm zastavení v podobě kamenných podstavců ukončených křížem osazeným obrazovým reliéfem pašijového výjevu. Poslední čtyři obrazy křížové cesty jsou opět umístěny v kaplích různého slohu. Kaple postavila firma Trautner z Innomostí, obrazy zhotovil bystřický malíř pan Žůrek.[30]Zastavení křížové cesty Dušana Jurkoviče

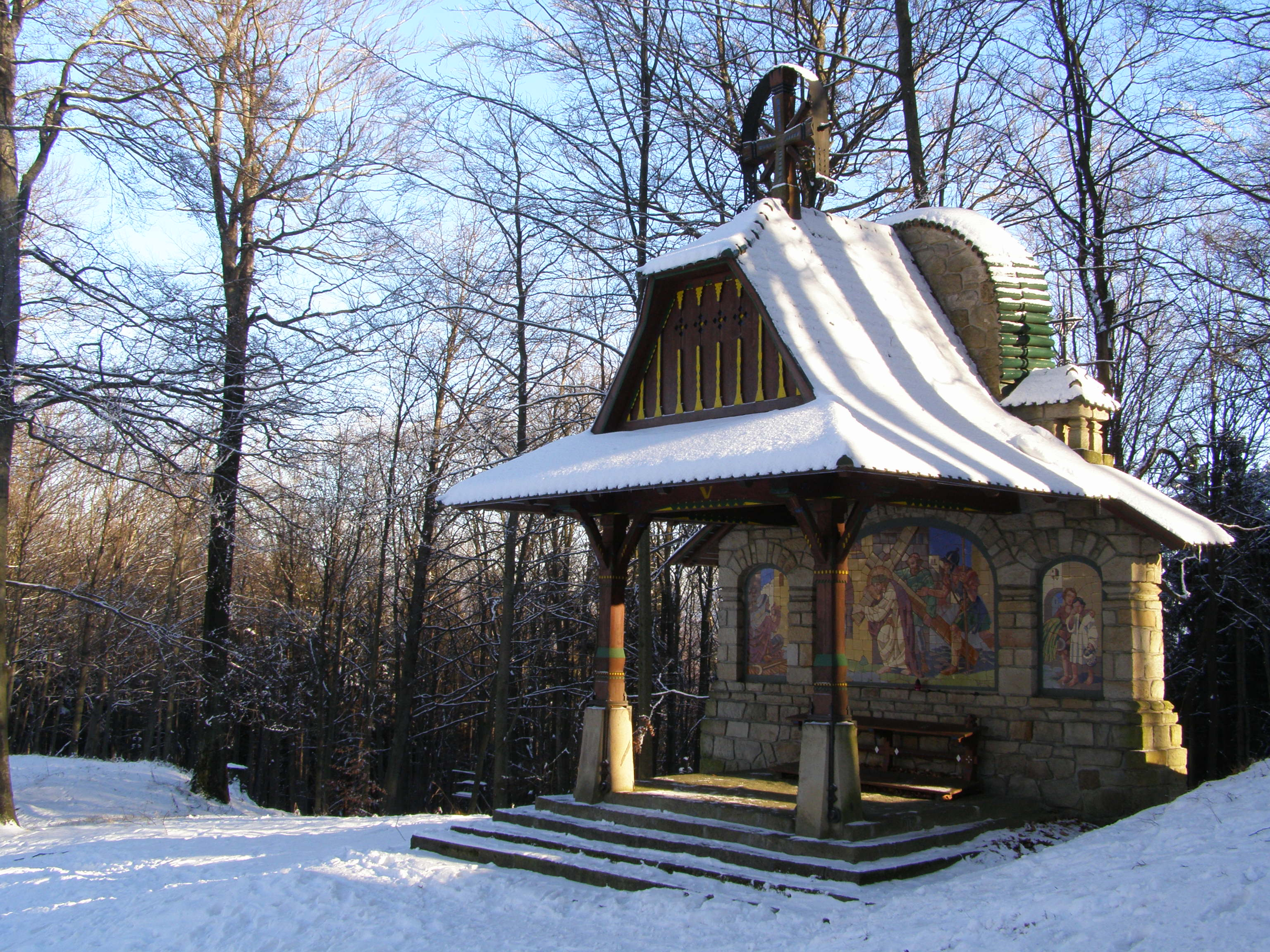
Zastavení křížové cesty Dušana Jurkoviče

- Roku 1903 se rozhodlo o vybudování nové křížové cesty, jejímž autorem je architekt Dušan Jurkovič. Jednotlivá zastavení jsou v Jurkovičově oblíbeném stylu valašské lidové architektury. Cesta je situována severovýchodně od kostela. Tvoří ji třináct tvarově obměňovaných zastavení, která jsou rozmístěna nepravidelně do podkovovitého tvaru. Od chrámu prvních osm zastavení klesá, deváté zastavení je postaveno na kamenné terase, následující zastavení stoupají zpět směrem k vrcholu. Cesta je ukončena rotundou v areálu hřbitova, ve které je kamenný reliéf Kladení do hrobu. Jurkovičova Křížová cesta byla budována postupně od roku 1904 až do druhé světové války.[31] Mozaikové obrazy pro jednotlivá zastavení křížové cesty vytvářel v letech 1912 až 1933 malíř Jano Köhler. Vzhledem k tomu, že během let některé výjevy poničilo drsné hostýnské klima, byly mozaiky v letech 2009 až 2019 restaurovány restaurátorem Vojtěchem Paříkem.[32]

### Hřbitov

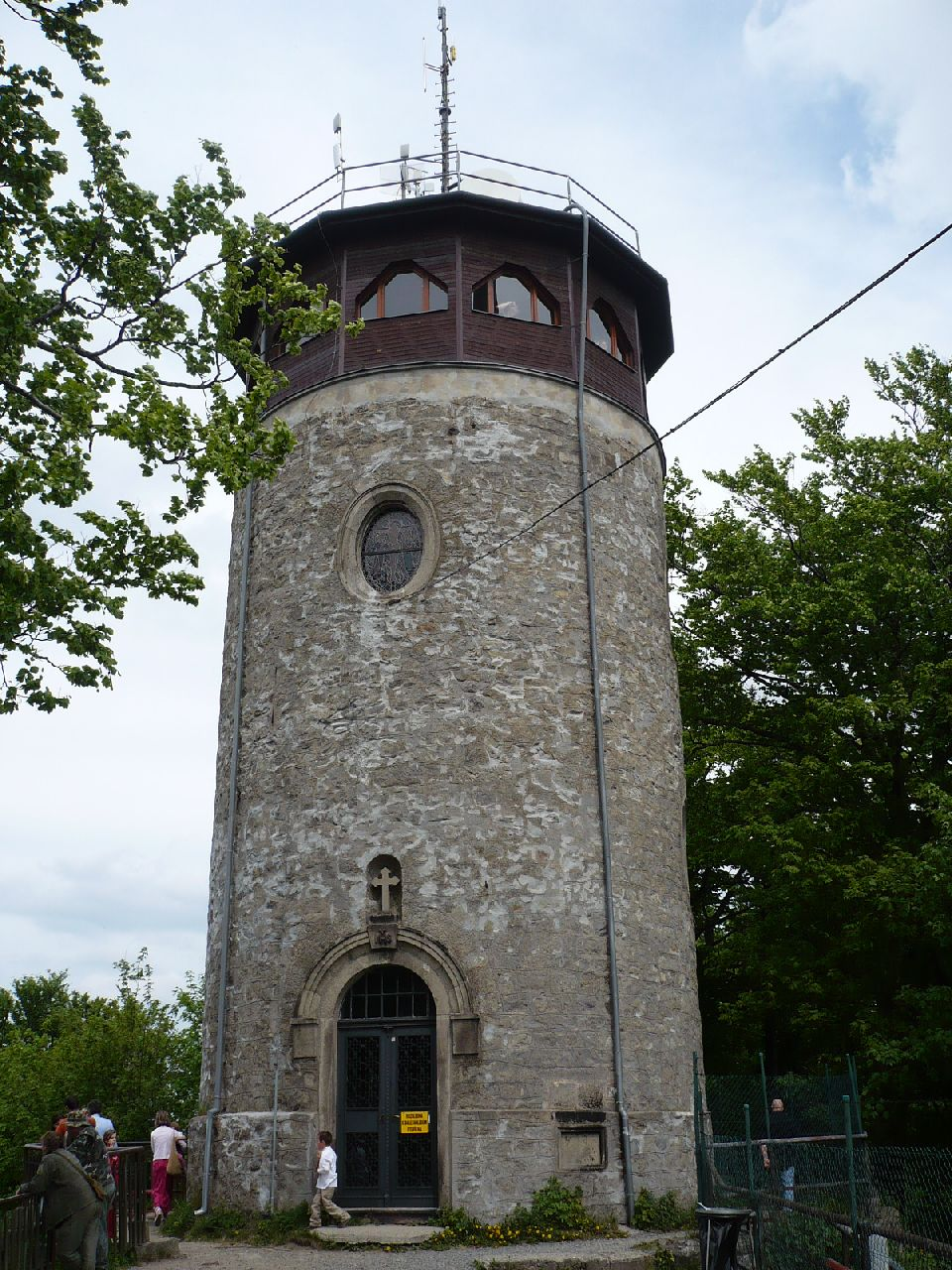
rozhledna na Hostýně

Hřbitov na pozemku pod rozhlednou byl vybudován v roce 1913. Navazuje na poslední zastavení staré křížové cesty a svým slohem je blízký architektuře Jurkovičovy křížové cesty. Slouží jako místo odpočinku zejména kněží, kteří působili na Svatém Hostýně. Prosté pomníčky jsou provedeny v jednotném horském stylu, s výjimkou novodobého pomníku olomouckého arcibiskupa Františka Vaňáka, který zde byl na své přání pochován v roce 1991. Uprostřed hřbitova je umístěn šestimetrový kříž zhotovený podle původního Myslbekova návrhu. V kamenných pilířích hřbitovní brány jsou osazeny bronzové reliéfy Kristova zmrtvýchvstání a umírajícího vojína posilovaného na cestu do věčnosti Tělem Kristovým od Čeňka Vosmíka.

### Rozhledna císaře Františka Josefa I.
Rozhledna s kaplí stojí na nejvyšším místě vrcholu Hostýna. Zakládací listinu podepsal císař František Josef I. při své návštěvě na Hostýně 1. září 1897 a položil základní kámen. Byla postavena z místního kamene a její celková výška je asi 15 metrů, na vyhlídkovou plošinu vede 63 schodů. V přízemí je kaple Svatého kříže. Od roku 1957 sloužila jako retranslační stanice pro dálkový přenos televizního signálu a nebyla návštěvníkům přístupná. Opětovně byla otevřena v roce 1987, celková rekonstrukce proběhla v letech 2002–2003. Pro návštěvníky je přístupná v měsících květen až září.

## Pravidelné akce
- Orelská pouť na Svatém Hostýně (každoročně v srpnu)
- Pouť Radia Proglas a TV Noe (původně Pouť Radia Proglas, každoročně)
- Železný poutník (noční pouť ze Svatého Kopečka, každoročně v postní době)
- Mezinárodní hasičská pouť na Svatém Hostýně (každoročně)

## Zajímavosti
Po Hostýně je pojmenována osada Hostyn v Texasu.
Hostýn je jedním z významných bodů Cyrilometodějské poutní stezky. Její součástí je poutní cesta Velehrad–Svatý Hostýn, která byla otevřena v roce 2008.